# Евенськ
Евенськ (рос. Эвенск) — селище міського типу в Північно-Евенському районі Магаданської області Росії, на річці Велика Гарманда, на березі Шеліхової затоки, на захід від бухти Пенжина, і півострова Тайгонос Наяханської губи Охотського моря. 

## Історія
Селище виникло в зв'язку з тим, що сталося повінню в селі Наяхан, яке було центром району. Після цього всіх мешканців перевезли в новостворене селище Евенськ.